# Team Lotus
|  | Aquest article tracta sobre l'escuderia que va competir en el mundial de Fórmula 1 entre el 1954 i el 1994. No s'ha de confondre amb Lotus F1 Team (l'escuderia va competir entre la temporada 2011 i la 2015) o Lotus F1 Racing (l'escuderia que va competir el 2010). |

Team Lotus era la companyia germana del fabricant d'automòbils esportius anglès Lotus Cars. L'equip va participar en curses de motor de moltes categories, com ara la Fórmula 1, Fórmula 2, la Fórmula Ford, Fórmula Júnior, IndyCar i d'altres carreres de cotxes. Més de deu anys després de la seva última carrera l'equip Lotus és un dels equips de curses de més èxit de tots els temps, guanyant set títols de Fórmula 1 de constructors, sis Campionats de pilots i les 500 milles d'Indianàpolis als Estats Units, entre 1962 i 1978. Sota la direcció del seu fundador i cap de disseny Colin Chapman, Lotus va ser responsable de molts esdeveniments innovadors i experimental en els esports de motor crític, tant en àmbit tècnic com comercial.

## A la F1

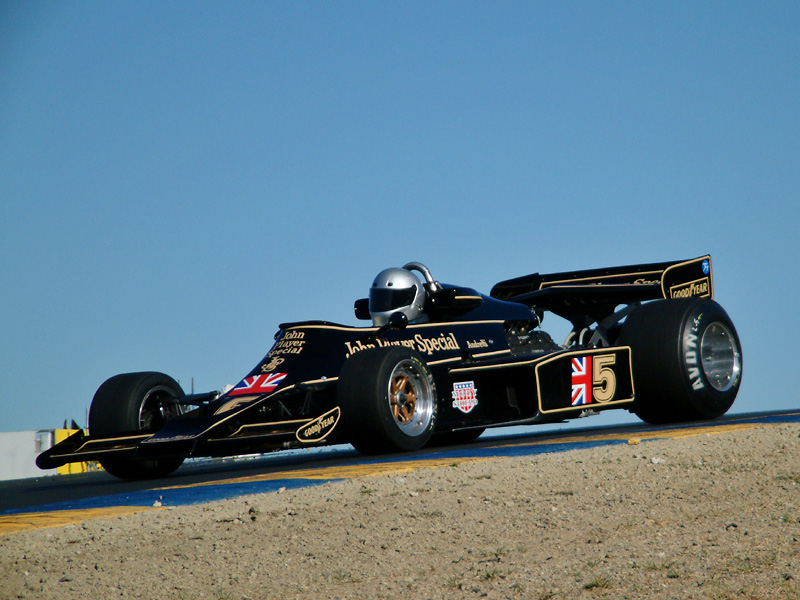
Lotus 77

- Debut: Gran Premi de Mònaco del 1958
- Curses disputades: 489
- Pole positions: 102
- Voltes Ràpides: 65
- Campionats del món de pilots: 6 (1963, 1965, 1968, 1970, 1973 i 1978)
- Campionats del món de constructors: 7 (1963, 1965, 1968, 1970, 1972, 1973 i 1978)
- Ultima cursa disputada: Gran Premi d'Austràlia del 1994